# エルネスト・アンセルメ

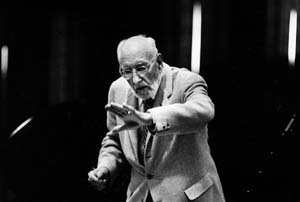
エルネスト・アンセルメ（1965年）

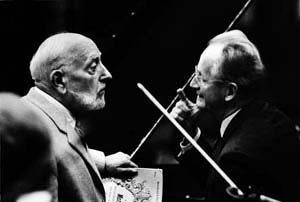
アンセルメ（左）とヴィルヘルム・ケンプ（右）（1965年）

エルネスト・アレクサンドル・アンセルメ（Ernest Alexandre Ansermet, 1883年11月11日 - 1969年2月20日）は、スイスの指揮者、数学者。

## 人物・来歴
アンセルメは、スイス西部のフランス語圏にあるレマン湖畔の町ヴヴェイに生まれた。父は幾何学者であったこともあり、彼もパリのソルボンヌ大学とパリ大学で数学を学んだ後、数学者としてローザンヌの大学の数学の教授になった。
しかし、音楽好きの母親の影響から、ローザンヌで3歳年上の新進作曲家であったエルネスト・ブロッホについて音楽の勉強をはじめた。作曲家としてもいくつかの作品を残している他、ドビュッシーの『6つの古代碑銘』をオーケストラ編曲し、楽譜はデュラン社から出版されている。
数学者として生きるべきか音楽に進むべきか一時は迷い、1909年にベルリンを訪れて、指揮者のニキシュとワインガルトナーに助言を求め、ようやくアンセルメは指揮者として立つ決心を固めた。
1910年、アンセルメはモントルーで指揮者としてデビューした。この時のプログラムは、ベートーヴェンの『運命』を中心としたものであった。このコンサートがきっかけとなり、アンセルメはモントルーのクア・ザールの指揮者となる。
指揮者となったアンセルメは、モントルーのカフェでストラヴィンスキーと運命的な出会いをして意気投合した。ストラヴィンスキーは当時まだスイスのローカルな指揮者に過ぎないアンセルメを、第一次世界大戦のためスイスに疎開していたディアギレフに紹介した。モントゥーの後任を探していたディアギレフにとってはまさに渡りに舟で、彼は1915年のロシア・バレエ団（バレエ・リュス）によるジュネーヴ公演の指揮者としてアンセルメを指名した。ディアギレフは、アンセルメをアメリカ公演の指揮者としても指名し、ついに専属指揮者とした。
彼がバレエ・リュスで初演を担当した作品にはプロコフィエフの『道化師』、ファリャの『三角帽子』、サティの『パラード』などがある。
他にストラヴィンスキーの数多くのスイス時代の作品を初演し、マルタンやオネゲルなどスイスの作曲家たちの作品を頻繁に取り上げた。これらの活動の多くは、1918年にジュネーヴに創設したスイス・ロマンド管弦楽団によってなされた。
スイス・ロマンド管弦楽団は、設立当初は財政的に不安定であった。1930年代はじめには一時活動休止にまで追い込まれている。しかし、1938年にローザンヌのスイス・ロマンド放送のオーケストラを吸収合併し、当時成長をはじめた放送局のオーケストラとして財政的にも安定すると、一気に活動も活発となり、多くの名指揮者を客演として招聘するようになる。ブルーノ・ワルターやフルトヴェングラー、カール・シューリヒト（ヴヴェイに住んでいた）などが積極的に招かれている。フルトヴェングラーは、1944年1月17日ローザンヌ、1月19日ジュネーヴで客演した（後にスイスに亡命）。カール・シューリヒトとは、第2次世界大戦前から親交があったが、アンセルメが終戦の前年に彼をスイス・ロマンド管弦楽団に客演を依頼して、ドイツから亡命する手助けをした。終戦後数年にわたって、このオーケストラへの客演がシューリヒトの主な活動となった。
戦後、イギリスのレコード会社デッカと専属契約を結んだアンセルメとスイス・ロマンド管弦楽団は、かつてディアギレフの元で演奏したバレエ音楽や、親交のあったラヴェル、ルーセル、ストラヴィンスキーの作品などからベートーヴェンやブラームス、ヨーゼフ・ハイドンなどのドイツ・オーストリア音楽に至るまで、網羅的に録音をする機会を得た。それらは、アンセルメのホームグラウンドとなったジュネーヴのヴィクトリア・ホールで行われた。このホールは録音のための部屋がなく、レストランの厨房がコントロール・ルームとして用いられた。
放送用のスタジオは別にスイス・ロマンド放送にあった。ここでは映像をはじめとするアンセルメの多くの演奏が収録されており、膨大なアーカイブが存在すると言われている。現在、当スタジオはアンセルメの名を冠している。
英デッカの録音によりアンセルメは世界的に名声を得た。サン＝サーンスの『オルガン付』交響曲や、オネゲルの『ダヴィデ王』などは当時ベストセラーとなった。ストラヴィンスキーの3大バレエをはじめ、ファリャのバレエ音楽など、彼らが世に紹介し、広めてきた音楽とその演奏が多くの人々に支持されたことによって、アンセルメとスイス・ロマンド管弦楽団は第一級の「売れる」オーケストラとなっていった。
また、アンセルメは数学者であったことから、デッカのステレオ録音開始においても多大な協力をし、1954年5月13日から録音されたリムスキー＝コルサコフ作曲の『アンタール』は、同社初のステレオの実用化試験録音となった。また、その運用についても、前日のリハーサルの実験録音のプレイバックを聞いて、「文句なし。まるで自分が指揮台に立っているようだ。」というアンセルメの鶴の一声で決定されたという。
アンセルメはザッハーなどとともに、同時代の作曲家たちと親交を深め、その音楽の普及に努めたが、その中にはシェーンベルクなどの十二音音楽や、ヴァレーズなどのような前衛的な音楽、無調音楽は含まれていない。作曲家でもあったアンセルメは著書『人間の知覚における音楽の原理』（Les Fondements de la Musique dans la Conscience Humaine, 1961年）の中で、シェーンベルクの音楽語法が誤っていて不合理であると証明しようと試みた。ただしこの著書の現代音楽に関する主要部分は、ストラヴィンスキー批判にあてられている。
ストラヴィンスキーとは長年の友人だったが、1937年の『カルタ遊び』のスイス上演でアンセルメがカットを要求したことから激しく対立し、10年ほど仲違いの状態が続いた。さらに、ストラヴィンスキーが十二音技法を使用して作曲するようになると、ついに絶交に至った。1966年、ニューヨーク・フィルハーモニック主催のストラヴィンスキー・フェスティバルに出演したアンセルメは「けんかをするには歳をとりすぎた」と語り、関係の修復を望んだが、その演奏会にストラヴィンスキーはついに姿を見せなかったという。
アンセルメはスイス・ロマンド管弦楽団に半世紀にわたって君臨した。1964年にはNHK交響楽団の指揮者として初来日し、1968年にはスイス・ロマンド管弦楽団とともに再来日している。1967年にスイス・ロマンド管弦楽団の常任指揮者を引退し、後任の指揮者として、スイスに帰化した作曲家でベルン交響楽団の音楽監督であったパウル・クレツキを指名した。その後1年あまり経った1969年2月20日、ジュネーヴにて亡くなった。
音楽之友社刊「世界のオーケストラ123」のスイス・ロマンド管弦楽団の項では、「長年にわたって強烈な個性をもった指揮者に率いられたオーケストラは、しばしば後任に反対の性格の指揮者を選ぶ傾向がある」と述べられている。

## 録音
デッカ社から多くのレコードがリリースされ、その後CD化されているものも多く存在する。デッカの録音がキングレコードとポリドールから並行して発売されていた1990年代以前は、主にキングレコードから録音が発売された。

## 評価
ハロルド・C・ショーンバーグは、アンセルメについて以下のように回想している